# Futbol'nyj Klub Spartak Moskva 2007
Questa voce raccoglie le informazioni riguardanti lo Spartak Mosca nelle competizioni ufficiali della stagione 2007.

## Stagione
In campionato, la squadra lottò per il titolo con lo Zenit San Pietroburgo, finendo seconda a soli due punti e conquistando l'accesso alla Champions League.
In Coppa di Russia fu immediatamente eliminato dal Terek Groznyj, club di seconda serie.
Anche in Champions l'eliminazione fu immediata: iscritta al terzo turno di qualificazione, incontrò gli scozzesi del Celtic, pareggiando entrambi gli incontri per 1-1 e perdendo ai rigori. Ciò consentì al club di disputare la Coppa UEFA, partendo dal primo turno: qui incontrò e superò senza problemi gli svedesi dell'Häcken. Collocato poi nel Girone E con Bayer Leverkusen, Zurigo, Sparta Praga e Sparta Praga, riuscì ad ottenere la qualificazione ai sedicesimi di finale, finendo secondo alle spalle dei tedeschi.
Ai sedicesimi la squadra fu eliminata dai francesi dell'Olympique Marsiglia: dopo la sconfitta in trasferta all'andata per 3-0, fu inutile la parziale rimonta del ritorno (vittoria 2-0 a Mosca).

## Rosa
| N. |                        | Ruolo | Calciatore             |
| -- | ---------------------- | ----- | ---------------------- |
| 1  | Russia (bandiera)      | P     | Dmitrij Khomic         |
| 2  | Brasile (bandiera)     | D     | Géder                  |
| 3  | Austria (bandiera)     | D     | Martin Stranzl         |
| 5  | Brasile (bandiera)     | C     | Mozart (Vice-capitano) |
| 6  | Romania (bandiera)     | C     | Florin Costin Soava    |
| 7  | Russia (bandiera)      | C     | Denis Bojarincev       |
| 9  | Russia (bandiera)      | C     | Egor Titov (Capitano)  |
| 10 | Russia (bandiera)      | A     | Roman Pavljučenko      |
| 13 | Rep. Ceca (bandiera)   | D     | Martin Jiránek         |
| 14 | Russia (bandiera)      | C     | Dmitrij Torbinskij     |
| 15 | Rep. Ceca (bandiera)   | D     | Radoslav Kováč         |
| 18 | Russia (bandiera)      | A     | Aleksandr Prudnikov    |
| 20 | Russia (bandiera)      | C     | Aleksej Rebko          |
| 21 | Paesi Bassi (bandiera) | A     | Quincy Owusu-Abeyie    |

| N. |                     | Ruolo | Calciatore                          |
| -- | ------------------- | ----- | ----------------------------------- |
| 22 | Croazia (bandiera)  | P     | Stipe Pletikosa                     |
| 23 | Russia (bandiera)   | C     | Vladimir Bystrov                    |
| 25 | Ucraina (bandiera)  | C     | Maksym Kalynyčenko (Vice-capitano)  |
| 27 | Moldavia (bandiera) | C     | Serghei Covalciuc                   |
| 30 | Polonia (bandiera)  | P     | Wojciech Kowalewski (Vice-capitano) |
| 32 | Russia (bandiera)   | A     | Nikita Baženov                      |
| 34 | Russia (bandiera)   | D     | Renat Sabitov                       |
| 36 | Russia (bandiera)   | D     | Fëdor Kudrjašov                     |
| 37 | Ucraina (bandiera)  | C     | Egor Lugacov                        |
| 40 | Russia (bandiera)   | A     | Artëm Dzjuba                        |
| 49 | Russia (bandiera)   | D     | Roman Šiškin                        |
| 55 | Russia (bandiera)   | C     | Oleg Dineev                         |
| 59 | Russia (bandiera)   | D     | Andrej Ivanov                       |

### Squadra riserve
| N. |                   | Ruolo | Calciatore         |
| -- | ----------------- | ----- | ------------------ |
| 12 | Russia (bandiera) | P     | Ivan Komisarov     |
| 16 | Russia (bandiera) | P     | Evgenij Gubin      |
| 17 | Russia (bandiera) | A     | Artem Fomin        |
| 31 | Russia (bandiera) | C     | Sergeij Paršivljuk |
| 33 | Russia (bandiera) | D     | Ilja Gultjaev      |
| 38 | Russia (bandiera) | C     | Artur Malojan      |
| 52 | Russia (bandiera) | C     | Evgenij Andreev    |
| 57 | Russia (bandiera) | C     | Maksim Grigorev    |

| N. |                     | Ruolo | Calciatore           |
| -- | ------------------- | ----- | -------------------- |
| 60 | Russia (bandiera)   | C     | Vladislav Rjžkov     |
| 70 | Lituania (bandiera) | D     | Ignas Dedura         |
| 77 | Russia (bandiera)   | D     | Evgenij Špedt        |
|    | Russia (bandiera)   | P     | Stanislav Manjov     |
|    | Russia (bandiera)   | D     | Mikhail Badjautdinov |
|    | Russia (bandiera)   | D     | Konstantin Kadeev    |
|    | Russia (bandiera)   | C     | Nikita Antonov       |

## Risultati

### Campionato
| Mosca 11 marzo 2007 1ª giornata | Dinamo Mosca | 0 – 1 referto | Spartak Mosca | Stadio Dinamo (Mosca) |

| Mosca 18 marzo 2007 2ª giornata | Spartak Mosca | 0 – 0 referto | Amkar Perm' | Stadio Lužniki |

| San Pietroburgo 31 marzo 2007 3ª giornata | Zenit San Pietroburgo | 1 – 3 referto | Spartak Mosca | Stadio Petrovskij |

| Mosca 8 aprile 2007 4ª giornata | Spartak Mosca | 2 – 1 referto | Luč-Ėnergija | Stadio Lužniki |

| Tomsk 15 aprile 2007 5ª giornata | Tom' Tomsk | 1 – 1 referto | Spartak Mosca | Trud Stadium |

| Mosca 22 aprile 2007 6ª giornata | Spartak Mosca | 1 – 0 referto | Kryl'ja Sovetov Samara | Stadio Lužniki |

| Krasnodar 29 aprile 2007 7ª giornata | Kuban' | 0 – 0 referto | Spartak Mosca | Stadio Kuban' |

| Mosca 6 maggio 2007 8ª giornata | Spartak Mosca | 2 – 1 referto | Rubin | Stadio Lužniki |

| Mosca 12 maggio 2007 9ª giornata | CSKA Mosca | 1 – 1 referto | Spartak Mosca | Stadio Lužniki |

| Mosca 19 maggio 2007 10ª giornata | Spartak Mosca | 1 – 2 referto | Lokomotiv Mosca | Stadio Lužniki |

| Chimki 25 maggio 2007 11ª giornata | Chimki | 3 – 0 referto | Spartak Mosca | Stadio Rodina |

| Mosca 10 giugno 2007 12ª giornata | Spartak Mosca | 2 – 2 referto | Spartak-Nal'čik | Stadio Lužniki |

| Mosca 17 giugno 2007 13ª giornata | FK Mosca | 2 – 0 referto | Spartak Mosca | Stadio Ėduard Strel'cov |

| Mosca 22 giugno 2007 14ª giornata | Spartak Mosca | 2 – 0 referto | Saturn | Stadio Lužniki |

| Rostov sul Don 1 luglio 2007 15ª giornata | Rostov | 1 – 3 referto | Spartak Mosca | Stadio Olimp-2 |

| Perm' 14 luglio 2007 16ª giornata | Amkar Perm' | 0 – 1 referto | Spartak Mosca | Stadio Zvezda |

| Mosca 21 luglio 2007 17ª giornata | Spartak Mosca | 3 – 1 referto | Zenit San Pietroburgo | Stadio Lužniki |

| Vladivostok 28 luglio 2007 18ª giornata | Luč-Ėnergija | 1 – 1 referto | Spartak Mosca | Stadio Dinamo |

| Mosca 5 agosto 2007 19ª giornata | Spartak Mosca | 3 – 2 referto | Tom' Tomsk | Stadio Lužniki |

| Samara 11 agosto 2007 20ª giornata | Kryl'ja Sovetov Samara | 0 – 2 referto | Spartak Mosca | Stadio Metallurg (Samara) |

| Mosca 19 agosto 2007 21ª giornata | Spartak Mosca | 4 – 0 referto | Kuban' | Stadio Lužniki |

| Kazan' 25 agosto 2007 22ª giornata | Rubin | 3 – 1 referto | Spartak Mosca | Stadio Centrale di Kazan' |

| Mosca 2 settembre 2007 23ª giornata | Spartak Mosca | 1 – 1 referto | CSKA Mosca | Stadio Lužniki |

| Mosca 23 settembre 2007 24ª giornata | Lokomotiv Mosca | 4 – 3 referto | Spartak Mosca | Stadio Lokomotiv |

| Mosca 29 settembre 2007 25ª giornata | Spartak Mosca | 2 – 0 referto | Chimki | Stadio Lužniki |

| Nal'čik 8 ottobre 2007 26ª giornata | Spartak-Nal'čik | 1 – 2 referto | Spartak Mosca | Spartak Stadium |

| Mosca 20 ottobre 2007 27ª giornata | Spartak Mosca | 3 – 1 referto | FK Mosca | Stadio Lužniki |

| Ramenskoe 28 ottobre 2007 28ª giornata | Saturn | 0 – 0 referto | Spartak Mosca | Saturn Stadium |

| Mosca 3 novembre 2007 29ª giornata | Spartak Mosca | 3 – 0 referto | Rostov | Stadio Lužniki |

| Mosca 11 novembre 2007 30ª giornata | Spartak Mosca | 2 – 1 referto | Dinamo Mosca | Stadio Lužniki |

### Coppa di Russia
| Lermontov 27 giugno 2007 5º turno            | Terek Groznyj        | 1 – 1 (d.t.s.) referto | Spartak Mosca | Stadio Beštau (4100 spett.) |
| \| \| \| \| \| \| Tiri di rigore 4 – 3 \| \| |                      |                        |               |                             |
|                                              |                      |                        |               |                             |
|                                              | Tiri di rigore 4 – 3 |                        |               |                             |

### Coppa UEFA
| Arbitro: | René Rogalla |

|                                                  |           |  |
| Pavlyuchenko 6’, 13’, 19’ Welliton 55’ Titov 56’ | Marcatori |  |

| Arbitro: | Sten Kaldma |

|                |           |                                    |
| Henriksson 84’ | Marcatori | Titov 7’ Bazhenov 80’ Dzyuba 90+1’ |

| Arbitro: | Kristinn Jakobsson |

|                                           |           |            |
| Pavlyuchenko 63’ (pen.) Mozart 77’ (pen.) | Marcatori | Freier 90’ |

| Praga 29 novembre 2007, ore 18:30 Fase a gironi - 3ª giornata | Sparta Praga  | 0 – 0 referto | Spartak Mosca | AXA Arena (6309 spett.)\| Arbitro: \| Ceri Richards \| |
| Arbitro:                                                      | Ceri Richards |               |               |                                                        |

| Arbitro: | Edo Trivković |

|           |           |  |
| Titov 57’ | Marcatori |  |

| Arbitro: | Espen Berntsen |

|                 |           |                   |
| Santos 41’, 53’ | Marcatori | Dzyuba 61’ (pen.) |

| Arbitro: | Pedro Proença |

|                                 |           |  |
| Cheyrou 62’ Taiwo 68’ Niang 79’ | Marcatori |  |

| Arbitro: | Thomas Einwaller |

|                               |           |  |
| Pavlenko 39’ Pavlyuchenko 85’ | Marcatori |  |